# Uhličitan cesný
Uhličitan cesný je bílá krystalická látka dobře rozpustná v polárních rozpouštědlech jako jsou voda, alkoholy a dimethylformamid. V organických rozpouštědlech se rozpouští lépe než ostatní uhličitany, například uhličitan draselný a uhličitan sodný, ovšem stále je prakticky nerozpustný v nepolárních organických rozpouštědlech jako jsou toluen, xylen a chlorbenzen.
Tato látka se používá v organické syntéze jako zásada a má rovněž využití v zařízeních na přeměny energie.

## Příprava
Uhličitan cesný lze získat tepelným rozkladem šťavelanu cesného. Šťavelan cesný se zahříváním přeměňuje na uhličitan cesný za uvolnění oxidu uhelnatého:
Cs2C2O4 → Cs2CO3 + CO
Dalším způsobem přípravy uhličitanu cesného je reakce hydroxidu cesného s oxidem uhličitým:
2 CsOH + CO2 → Cs2CO3 + H2O

## Reakce
Uhličitan cesný je důležitý pro N-alkylace sloučenin jako jsou mimo jiné sulfonamidy, aminy, β-laktamy, indoly, heterocyklycké sloučeniny, N-substituované aromatické imidy a ftalimidy. Výzkum těchto sloučenin byl zaměřen na jejich přípravu a biologickou aktivitu. Za přítomnosti tetrachlorozlatitanu sodného (Na[AuCl4]) je Cs2CO3 velmi účinný při aerobní oxidaci různých druhů alkoholů na ketony a aldehydy při pokojové teplotě bez přítomnosti polymerních sloučenin. Při použití primárních alkoholů se nevytváří žádná kyselina. Selektivní oxidace alkoholů na karbonylové sloučeniny může být obtížná kvůli nukleofilní povaze karbonylového meziproduktu. Dříve se k oxidaci alkoholů používaly chromové a manganisté sloučeniny, ovšem ty jsou toxické a poměrně drahé.
Uhličitan cesný může použit při citlivých syntézách, kde je potřeba silná zásada.